# Sneltram 21
Sneltram 21 is een sneltramlijn van de Utrechtse Sneltram tussen P+R Science Park en IJsselstein-Zuid. Omdat deze lijn Utrecht en IJsselstein verbindt is de lijn is ook wel bekend als IJsselsteinlijn.

## Geschiedenis

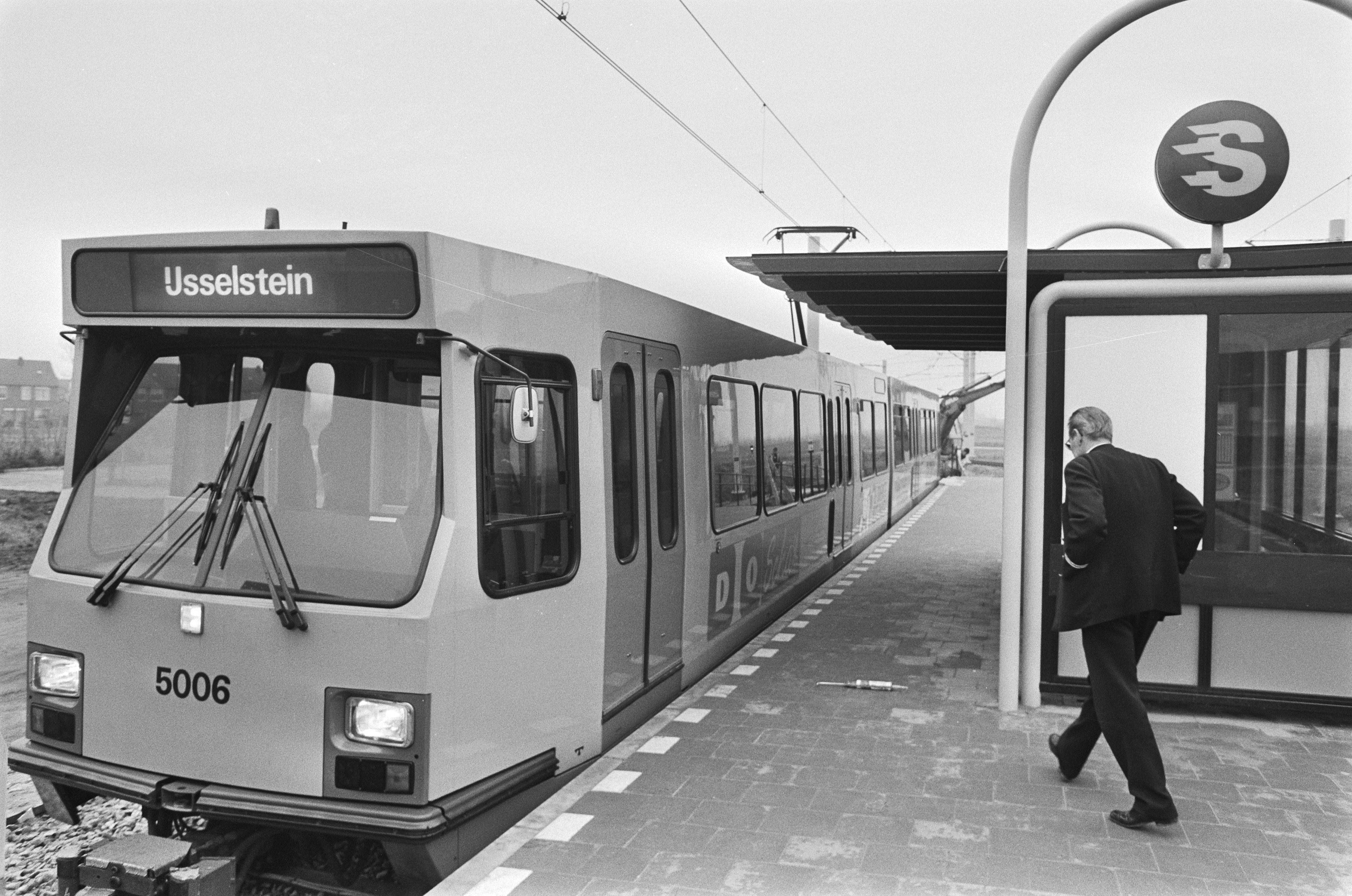
De sneltram Utrecht-IJsselstein tijdens een proefrit, 1985.

Vanaf de jaren zeventig werd ten zuidwesten van de stad Utrecht de nieuwe satellietstad Nieuwegein gebouwd. Om Nieuwegein te ontsluiten werd er besloten om een sneltramlijn aan te leggen, waarbij ook een aftakking naar IJsselstijn. De tramlijn is aangelegd door de NS en maakt gebruik van "fluistertrams". Hiermee wordt bedoeld dat er bij het ontwerp veel aandacht is besteed aan het geluidsniveau dat de trams produceren. De 27 trams werden speciaal voor de Utrechtse sneltram gebouwd door het Zwitserse bedrijf SIG, en kostten 40 miljoen gulden.
Op 17 december 1983 reden de sneltrams voor het eerst. Lijn 101 reed van het Moreelsepark naar Nieuwegein Doorslag, en werd op 14 december 1985 verlengd naar IJsselstein. De eindhalte was Achterveld. De exploitatie werd vanaf het begin echter uitbesteed aan busmaatschappij Westnederland. In 1994 werd het lijnnummer onder de nieuwe exploitant Midnet veranderd naar 61. Vanaf 1999 exploiteerde Connexxion, als rechtsopvolger van Midnet, de sneltram. Vanaf 2 juli 2000 rijdt lijn 61 na IJsselstein Achterveld door naar IJsselstein Binnenstad en IJsselstein-Zuid in de nieuwbouwwijk Zenderpark. In 2013 werd de concessie van het openbaar vervoer in de Utrechtse agglomeratie aan Qbuzz gegund. Sindsdien rijden de trams - evenals de rest van het stadsvervoer - onder merknaam U-OV.

### Werkzaamheden en koppeling met de Uithoflijn
Vanaf 2009 werd het Utrechtse stationsgebied vernieuwd. Om hiervoor ruimte te scheppen is de sneltramlijn in stappen ingekort tot het Jaarbeursplein, dat vanaf 22 april 2013 het eindpunt werd.
In 2020 en 2021 is de lijn tussen Utrecht Centraal en IJsselstein-Zuid vernieuwd, waarbij de haltes zijn verlengd tot een lengte van 75 meter en verlaagd tot een hoogte van 30 centimeter. Dit was nodig voor de nieuwe lagevloerstrams van het type CAF Urbos die de oude trams zouden vervangen. Aanvankelijk zou de lijn op 26 oktober 2020 weer in dienst gaan, maar door vertragingen bij de vergunningverlening kon dit pas op 14 maart 2021 gebeuren. Na een uitdienstelling in het voorjaar van 2022, waarbij haltes Utrecht CS Centrumzijde en Nieuwegein City werden vernieuwd, werd het mogelijk om lijn 61 te koppelen met de Uithoflijn. Hierdoor is er een doorgaande verbinding tussen IJsselstein-Zuid en P+R Science Park mogelijk gemaakt. Deze nieuwe verbinding kreeg lijnnummer 21.

## Exploitatie
| Lijn | Route                               | Frequentie | Aantal haltes | Opening | Opmerkingen                                                                                             |
| ---- | ----------------------------------- | ---------- | ------------- | ------- | --- |
| 21   | P+R Science Park - IJsselstein-Zuid | 4x/uur     | 28            | 1985    | Rijdt op werkdagen na 21:30 en in het weekend enkel tussen Utrecht CS Centrumzijde en IJsselstein-Zuid. |